# Office pour la Palestine
L'Office pour la Palestine (en hébreu הַמִּשְׂרָד הָאֶרֶצְיִשְׂרָאֵלי ha-Misrad ha-'Erezjisra'elī), créé en 1908 par le 8e Congrès sioniste, est une organisation de l'Organisation sioniste mondiale (puis de l'Agence juive), chargée de l'immigration juive en Palestine.

## Création
Le 8e Congrès sioniste, ayant lieu en 1907 à La Haye, décide de la création d'un office de l'Organisation sioniste mondiale responsable pour la logistique en Palestine. Il est dirigé par Arthur Ruppin dès le 1er avril 1908.

## Buts originels
L'Office pour la Palestine (en allemand Palästinaamt) a dès sa création pour but d'acquérir des terres et de la colonisation agricole en Palestine.

## Après la Première Guerre mondiale
Après la Première Guerre mondiale, les compétences de l'Office sont transférées à la Commission sioniste (Wa’ad ha-Ẓirim). L'Office dispose toutefois de plusieurs représentations en Europe, de manière à faciliter l'immigration en Palestine. Ces représentations dépendent dès 1921 de l'Agence juive. Son représentant en Hongrie, Moshe Krausz, s'associe au vice-consul suisse Carl Lutz pour sauver la vie à plusieurs dizaines de milliers de Juifs hongrois,.